# Nathan Aké
Nathan Aké (Hága, 1995. február 18. –) holland válogatott labdarúgó, aki jelenleg a Manchester City játékosa.

## Pályafutása
2020. augusztus 5-én a Manchester City klubjához 40 millió fontért 5 éves szerződést írt alá.

## Sikerei, díjai

### Klub
Chelsea FC
- Európa-liga: 2012-13
- Angol ligakupa: 2014–15
- FA-kupa - döntős: 2016–17

Manchester City
- UEFA-bajnokok ligája: 2022–23
- Angol bajnokság: 2022–2023, 2023–2024
- FA-kupa: 2022–23

### Hollandia U17
- U17-es Európa-bajnokság: 2011, 2012

### Egyéni
- Az év fiatal Chelsea játékosa: 2012–13
- Az szezon fiatal Watford játékosa: 2015–16
- AFC Bournemouth - a szezon asszisztáló játékosa: 2017–18

### Válogatott
- Hollandia U17
  - Hollandia: 2011, 2012

## Statisztikái

### Klubcsapatokban
Legutóbb 2021. május 14-én lett frissítve.
| Klub                 | Szezon         | League         | League | League | FA-kupa | FA-kupa | EFL kupa | EFL kupa | Nemzetközi kupa | Nemzetközi kupa | Egyéb | Egyéb | Összesen | Összesen |
| Klub                 | Szezon         | Bajnokság      | Mérk.  | Gólok  | Mérk.   | Gólok   | Mérk.    | Gólok    | Mérk.           | Gólok           | Mérk. | Gólok | Mérk.    | Gólok    |
| -------------------- | -------------- | -------------- | ------ | ------ | ------- | ------- | -------- | -------- | --------------- | --------------- | ----- | ----- | -------- | -------- |
| Chelsea              | 2012–13        | Premier League | 3      | 0      | 1       | 0       | 0        | 0        | 2               | 0               | 0     | 0     | 6        | 0        |
| Chelsea              | 2013–14        | Premier League | 1      | 0      | 0       | 0       | 0        | 0        | 0               | 0               | —     | —     | 1        | 0        |
| Chelsea              | 2014–15        | Premier League | 1      | 0      | 1       | 0       | 2        | 0        | 1               | 0               | —     | —     | 5        | 0        |
| Chelsea              | 2016–17        | Premier League | 2      | 0      | 3       | 0       | 0        | 0        | —               | —               | —     | —     | 5        | 0        |
| Chelsea              | Összesen       | Összesen       | 7      | 0      | 5       | 0       | 2        | 0        | 3               | 0               | 0     | 0     | 17       | 0        |
| Reading (Kölcsön)    | 2014–15        | Championship   | 5      | 0      | 0       | 0       | 0        | 0        | —               | —               | —     | —     | 5        | 0        |
| Watford (kölcsönben) | 2015–16        | Premier League | 24     | 1      | 3       | 0       | 1        | 0        | —               | —               | —     | —     | 28       | 1        |
| AFC Bournemouth      | 2016–17        | Premier League | 10     | 3      | 0       | 0       | 2        | 0        | —               | —               | —     | —     | 12       | 3        |
| AFC Bournemouth      | 2017–18        | Premier League | 38     | 2      | 1       | 0       | 1        | 0        | —               | —               | —     | —     | 40       | 2        |
| AFC Bournemouth      | 2018–19        | Premier League | 38     | 4      | 0       | 0       | 1        | 0        | —               | —               | —     | —     | 39       | 4        |
| AFC Bournemouth      | 2019–20        | Premier League | 29     | 2      | 1       | 0       | 0        | 0        | —               | —               | —     | —     | 30       | 2        |
| AFC Bournemouth      | Összesen       | Összesen       | 115    | 11     | 2       | 0       | 4        | 0        | —               | —               | —     | —     | 121      | 11       |
| Manchester City      | 2020–21        | Premier League | 10     | 1      | 0       | 0       | 1        | 0        | 2               | 0               | ―     | ―     | 13       | 1        |
| Teljes karrier       | Teljes karrier | Teljes karrier | 161    | 13     | 10      | 0       | 8        | 0        | 5               | 0               | 0     | 0     | 184      | 13       |

1. ↑  Magában foglalja az Európa-ligán való pályára lépeseit.
2. ↑  Magában foglalja a Bajnokok ligájában való pályára lépeseit.

### A válogatottban
| Nemzeti csapat | Év       | Mérk. | Gólok |
| -------------- | -------- | ----- | ----- |
| Hollandia      | 2017     | 5     | 0     |
| Hollandia      | 2018     | 5     | 1     |
| Hollandia      | 2019     | 3     | 1     |
| Hollandia      | 2020     | 6     | 0     |
| Hollandia      | 2021     | 3     | 0     |
| Összesen       | Összesen | 22    | 2     |

### Góljai a válogatottban
| # | Dátum            | Helyszín                                   | Ellenfél    | Gól | Végeredmény | Verseny                            |
| - | ---------------- | ------------------------------------------ | ----------- | --- | ----------- | ---------------------------------- |
| 1 | 2018. június 4.  | Juventus Stadion, Torino, Olaszország      | Olaszország | 1–1 | 1–1         | Barátságos mérkőzés                |
| 2 | 19 November 2019 | Johan Cruijff Arena, Amszterdam, Hollandia | Észtország  | 2–0 | 5–0         | 2020-as Európa-bajnokság-selejtező |